# جرجیسه
جرجیسه (به عربی: جرجیسة) یک روستا در سوریه است که در استان حماه واقع شده‌است. جرجیسه ۴٬۳۵۲ نفر جمعیت دارد.